# 프린세스 로열
프린세스 로열(Princess Royal)은 영국 왕실에서 군주의 장녀에게 관례로 주는 칭호이다. 이 칭호는 종신제이며, 이미 다른 공주가 이 칭호를 가지고 있다면 후대의 공주는 그 공주가 죽을 때까지 가질 수 없다. 일례로 엘리자베스 2세 여왕 역시 조지 6세의 큰 딸이었지만, 고모이자 조지 5세의 큰딸로 프린세스 로열 칭호를 가지고 있던 메리 공주가 살아 있어 프린세스 로열이 되지 못했다. 지금까지 프린세스 로열은 모두 일곱 명이 있었으며, 지금의 프린세스 로열은 엘리자베스 2세의 딸인 앤 공주이다.
이 칭호는 프랑스 국왕 앙리 4세의 딸로 영국 국왕 찰스 1세의 왕비가 된 헨리에타 마리아가 프랑스 왕실에서 전통적으로 왕의 큰딸에게 주는 칭호인 ‘마담 루아이얄(Madame Royale)’을 모방하여 만든 것이다. 프린세스 로열 칭호는 왕의 재량에 의해 내려지며, 반드시 자동으로 내려지는 것은 아니다. 왕의 큰딸이며 다른 프린세스 로열이 없어 받을 자격이 충분하더라도 받지 못할 수도 있다. 제임스 2세의 큰딸이자 오라녜 공 빌럼의 아내인 메리 공주(훗날의 메리 2세) 나 조지 1세의 외동딸로 훗날에 프로이센 국왕 프리드리히 빌헬름 1세의 아내가 되는 소피아 도로시아 공주 또한 프린세스 로열 칭호를 받을 자격이 있었지만 결국 받지 못했다.

## 역대 프린세스 로열
|  | 대수 | 이름                       | 생애          | 부왕/모왕             | 결혼한 해      | 부군                            |
|  | ---- | -------------------------- | ------------- | --------------------- | -------------- | ------------------------------- |
|  | 1대  | 오라녜 공비 마리아         | 1631년~1660년 | 찰스 1세의 장녀       | 1641           | 오라녜 공 빌럼 2세              |
|  | 2대  | 오라녜 공비 안나           | 1709년~1759년 | 조지 2세의 장녀       | 1734           | 오라녜 공 빌럼 4세              |
|  | 3대  | 뷔르템베르크 왕비 카를로테 | 1766년~1828년 | 조지 3세의 장녀       | 1797           | 뷔르템베르크 왕 프리드리히      |
|  | 4대  | 독일 황후 빅토리아         | 1840년~1901년 | 빅토리아 여왕의 장녀  | 1858           | 독일 황제 프리드리히 3세        |
|  | 5대  | 파이프 공작부인 루이즈     | 1867년~1931년 | 에드워드 7세의 장녀   | 1889           | 제1대 파이프 공작 알렉산더 더프 |
|  | 6대  | 헤어우드 백작부인 메리     | 1897년~1965년 | 조지 5세의 장녀       | 1922           | 제6대 헤어우드 백작 헨리 래슬스 |
|  | 7대  | 앤 공주                    | 1950년~       | 엘리자베스 2세의 장녀 | 1973–1992 1992 | 마크 필립스 티머시 로런스       |